# 애덤 이리고이언
애덤 이리고이언(Adam Irigoyen, 1997년 8월 5일 ~ )은 미국의 배우이다.

## 출연 작품
- 언더독 키즈 (2015)
- 우리는 댄스소녀 1 (2010)